# Saint-Bonnet-le-Chastel
Saint-Bonnet-le-Chastel é uma comuna francesa na região administrativa de Auvérnia-Ródano-Alpes, no departamento Puy-de-Dôme. Estende-se por uma área de 24,56 km². Em 2010 a comuna tinha 217 habitantes (densidade: 8,8 hab./km²).